# Schlappe Bullen beißen nicht
Schlappe Bullen beißen nicht (Originaltitel: Dragnet) ist eine US-amerikanische Filmkomödie aus dem Jahr 1987. Der Regisseur war Tom Mankiewicz, das Drehbuch schrieben Dan Aykroyd, Alan Zweibel und Tom Mankiewicz. Die Hauptrollen spielten Dan Aykroyd und Tom Hanks.
Der Film parodiert die Fernsehserie Dragnet (deutscher Serientitel: Polizeibericht), die der Sender NBC in den Jahren 1951 bis 1959 und erneut 1967 bis 1970 ausstrahlte.

## Handlung
Die in Los Angeles tätigen Polizisten Pep Streebeck und Joe Friday sollen gemeinsam als Partner arbeiten. Während Joe Friday immer grundsätzlich auf die Einhaltung sämtlicher Vorschriften besteht, die er nur zu gerne auch Paragraph für Paragraph zitiert (bis hin zur Kleidungsordnung für Polizeikräfte), gilt Streebeck als chaotisch und unangepasst.
Friday und Streebeck kommen auf die Spur der Sekte der Satanisten People Against Goodness And Normalcy (PAGAN), die von dem Reverend Jonathan Whirley angeführt wird. Sie schleusen sich in ein Treffen der Sekte ein und retten eine Jungfrau, Connie Swail, vor einer Riesenschlange. Joe Friday und die Jungfrau Connie Swail finden sofort Gefallen aneinander. Der Vorgesetzte der Polizisten, Captain Gannon, will Friday und Streebeck aber nicht glauben. Am nächsten Morgen fahren sie gemeinsam zu der Stelle, an der die Rituale stattfanden, doch man kann keine Spuren mehr finden.
Reverend Whirley ist ein bekannter Geistlicher mit Beziehungen ins Polizeipräsidium, der Karriere in der Politik machen will. Als Friday, Connie Swail und Streebeck den Geburtstag von Fridays Großmutter in einem Restaurant feiern wollen, identifiziert Friday zufällig Reverend Jonathan Whirley als den Anführer der Sekte. Als Friday Reverend Whirley verhaften will, suspendiert ihn die mit Jonathan Whirley befreundete Polizeipräsidentin Jane Kirkpatrick vom Dienst.
Die Polizisten Pep Streebeck und Joe Friday verhindern trotzdem einen Anschlag, den Reverend Whirley ausüben will. Der flieht mit der Polizeichefin und Fridays Freundin Connie Swail als Geisel. Es kommt nun zu einer wilden Verfolgungsjagd, bei der der sonst sich streng an die Regeln haltende Friday, nun mehr auf der Rettungsmission für seine Freundin, alle Regeln missachtet. Er überschreitet jedes Tempolimit, überfährt rote Ampeln und rammt sich zur Not auch den Weg frei. Er praktiziert nun exzessive Gewalt und massiven Einsatz selbst schwerer Waffen gegenüber den Handlangern des Entführers.
Reverend Whirley will mit einem Flugzeug und der Geisel Connie Swail die USA verlassen. Die Polizeichefin Jane Kirkpatrick lässt Reverend Whirley am Flughafen zurück, da sie ihm nicht mehr nützlich ist. Er glaubt sich in der Luft schon in Sicherheit, als plötzlich ein Kampfjet mit den Markierungen des Los Angeles Police Department mit Blaulicht und Friday auf dem zweiten Pilotensitz neben seinem Flugzeug auftaucht. Er wird von dem Kampfjet zur Landung gezwungen, nach der Reverend Whirley verhaftet wird. Friday und die nach einer gemeinsamen Nacht nicht mehr jungfräuliche Connie Swail können einer gemeinsamen Zukunft entgegengehen.

## Synchronisation
| Schauspieler        | Rolle                 | Synchronsprecher       |
| ------------------- | --------------------- | ---------------------- |
| Dan Aykroyd         | Sgt. Joe Friday       | Thomas Danneberg       |
| Tom Hanks           | Pep Streebeck         | Joachim Tennstedt      |
| Christopher Plummer | Rev. Jonathan Whirley | Lothar Blumhagen       |
| Harry Morgan        | Captain Gannon        | Friedrich Schoenfelder |
| Alexandra Paul      | Connie Swail          | Simone Brahmann        |
| Jack O’Halloran     | Emil Muzz             | Helmut Krauss          |
| Elizabeth Ashley    | Jane Kirkpatrick      | Barbara Ratthey        |
| Dabney Coleman      | Jerry Caesar          | Hermann Ebeling        |

## Kritiken
Lexikon des internationalen Films: „Stellenweise recht amüsante Kriminalparodie, die jedoch an ihrer Überdrehtheit leidet und das Parodistische zugunsten des Klamauks vernachlässigt.“
prisma-online: „Tom Hanks und Dan Aykroyd garantieren in dieser Komödie pausenlose Lachparaden. Sie liefern sich in dem Spielfilm-Debüt von Tom Mankiewicz spannende Autojagden und nehmen gnadenlos alles aufs Korn – von halbseidenen Presseberichten bis hin zur Verlogenheit der "besseren" Leute von Los Angeles. Allerdings ist diese herbe Parodie über Los Angeles in der Originalfassung wesentlich härter und schonungsloser. Die Synchronisation ist manchmal dagegen eher peinlich – wie man schon dem deutschen Titel entnehmen kann.“